# Twierdzenie Carathéodory’ego-Fejéra
Twierdzenie Carathéodory’ego-Fejéra – klasyczne twierdzenie analizy zespolonej dotyczące funkcji analitycznych w kole jednostkowym płaszczyzny zespolonej, które są w pewnym sensie rozwinięciami wielomianów, przypominającymi rozwinięcia Taylora, o pewnych szczególnych własnościach. Twierdzenie udowodnione w roku 1911 przez Constantina Carathéodory’ego i Lipóta Fejéra.

## Twierdzenie
Niech {\displaystyle p(z)=c_{0}+c_{1}z+\ldots c_{n}z^{n}} będzie wielomianem zmiennej zespolonej. Istnieje wówczas dokładnie jedna funkcja:
{\displaystyle B^{*}(z)=c_{0}+c_{1}z+\ldots c_{n}z^{n}+\sum _{k=n+1}^{\infty }c_{k}^{*}z^{k},}
która jest analityczna w kole jednostkowym oraz minimalizuje funkcjonał
{\displaystyle \|B\|:=\sup _{z\leqslant 1}|B(z)|}
spośród wszystkich (analitycznych) rozwinięć {\displaystyle B(z)} postaci
{\displaystyle B(z)=c_{0}+c_{1}z+\ldots c_{n}z^{n}+\sum _{k=n+1}^{\infty }c_{k}z^{k}.}
Ponadto, jeżeli {\displaystyle B^{*}(z)} jest skończonym iloczynem Blaschke’go oraz {\displaystyle p(z)\neq 0,\,z\in \mathbb {C} ,} to {\displaystyle B^{*}(z)} ma co najwyżej n zer.